# Kouniana
Kouniana is een gemeente (commune) in de regio Sikasso in Mali. De gemeente telt 4600 inwoners (2009).
De gemeente bestaat uit de volgende plaatsen:
- Kouniana
- Nadiasso